# Babe Ruth Award
Der Babe Ruth Award ist eine Auszeichnung in der US-amerikanischen Baseball-Profiliga Major League Baseball. Der Namenspate der Trophäe ist die verstorbene Baseball-Legende Babe Ruth.
Er wird seit 1948 jährlich an jenen Baseballer gegeben, der in der World Series der „Most Valuable Player“ (wertvollste Spieler) gewesen ist. An der Wahl selbst nehmen amerikanische Sportjournalisten teil. Bisher wurde nur 1994 kein Preis vergeben, da seiner Zeit die Baseballspieler gestreikt haben.

## Gewinner
| ^ | mehrere Gewinner im selben Jahr                               |
| * | Gewinner welcher nicht auch den World Series MVP Award gewann |
| # | Mitglied der Baseball Hall of Fame                            |
| ! | Spieler ist weiterhin aktiv                                   |
| § | Verliererteam der World Series                                |

| Jahr  | Spieler                                                                    | Team                                    | Position                                |
| ----- | -------------------------------------------------------------------------- | --------------------------------------- | --------------------------------------- |
| 1949  | Joe Page                                                                   | New York Yankees                        | Pitcher                                 |
| 1950  | Jerry Coleman                                                              | New York Yankees                        | Second Baseman                          |
| 1951  | Phil Rizzuto #                                                             | New York Yankees                        | Shortstop                               |
| 1952  | Johnny Mize #                                                              | New York Yankees                        | First Baseman                           |
| 1953  | Billy Martin                                                               | New York Yankees                        | Second Baseman                          |
| 1954  | Dusty Rhodes                                                               | New York Giants                         | Outfielder                              |
| 1955  | Johnny Podres                                                              | Brooklyn Dodgers                        | Pitcher                                 |
| 1956  | Don Larsen                                                                 | New York Yankees                        | Pitcher                                 |
| 1957  | Lew Burdette                                                               | Milwaukee Braves                        | Pitcher                                 |
| 1958* | Elston Howard                                                              | New York Yankees                        | Catcher                                 |
| 1959  | Larry Sherry                                                               | Los Angeles Dodgers                     | Pitcher                                 |
| 1960* | Bill Mazeroski #                                                           | Pittsburgh Pirates                      | Second Baseman                          |
| 1961  | Whitey Ford #                                                              | New York Yankees                        | Pitcher                                 |
| 1962  | Ralph Terry                                                                | New York Yankees                        | Pitcher                                 |
| 1963  | Sandy Koufax#                                                              | Los Angeles Dodgers                     | Pitcher                                 |
| 1964  | Bob Gibson #                                                               | St. Louis Cardinals                     | Pitcher                                 |
| 1965  | Sandy Koufax #                                                             | Los Angeles Dodgers                     | Pitcher                                 |
| 1966  | Frank Robinson #                                                           | Baltimore Orioles                       | Outfielder                              |
| 1967* | Lou Brock #                                                                | St. Louis Cardinals                     | Outfielder                              |
| 1968  | Mickey Lolich                                                              | Detroit Tigers                          | Pitcher                                 |
| 1969* | Al Weis                                                                    | New York Mets                           | Second Baseman                          |
| 1970  | Brooks Robinson #                                                          | Baltimore Orioles                       | Third Baseman                           |
| 1971  | Roberto Clemente #                                                         | Pittsburgh Pirates                      | Outfielder                              |
| 1972  | Gene Tenace                                                                | Oakland Athletics                       | Catcher                                 |
| 1973* | Bert Campaneris                                                            | Oakland Athletics                       | Shortstop                               |
| 1974* | Dick Green                                                                 | Oakland Athletics                       | Second Baseman                          |
| 1975* | Luis Tiant                                                                 | Boston Red Sox §                        | Pitcher                                 |
| 1976  | Johnny Bench #                                                             | Cincinnati Reds                         | Catcher                                 |
| 1977  | Reggie Jackson #                                                           | New York Yankees                        | Outfielder                              |
| 1978  | Bucky Dent                                                                 | New York Yankees                        | Shortstop                               |
| 1979  | Willie Stargell #                                                          | Pittsburgh Pirates                      | First Baseman                           |
| 1980* | Tug McGraw                                                                 | Philadelphia Phillies                   | Pitcher                                 |
| 1981  | Ron Cey                                                                    | Los Angeles Dodgers                     | Third Baseman                           |
| 1982* | Bruce Sutter #                                                             | St. Louis Cardinals                     | Pitcher                                 |
| 1983  | Rick Dempsey                                                               | Baltimore Orioles                       | Catcher                                 |
| 1984* | Jack Morris #                                                              | Detroit Tigers                          | Pitcher                                 |
| 1985  | Bret Saberhagen                                                            | Kansas City Royals                      | Pitcher                                 |
| 1986  | Ray Knight                                                                 | New York Mets                           | Third Baseman                           |
| 1987  | Frank Viola                                                                | Minnesota Twins                         | Pitcher                                 |
| 1988  | Orel Hershiser                                                             | Los Angeles Dodgers                     | Pitcher                                 |
| 1989  | Dave Stewart                                                               | Oakland Athletics                       | Pitcher                                 |
| 1990* | Billy Hatcher                                                              | Cincinnati Reds                         | Outfielder                              |
| 1991  | Jack Morris #                                                              | Minnesota Twins                         | Pitcher                                 |
| 1992* | Dave Winfield #                                                            | Toronto Blue Jays                       | Outfielder                              |
| 1993  | Paul Molitor #                                                             | Toronto Blue Jays                       | Designated Hitter                       |
| 1994  | keine World Series wegen Spielerstreiks                                    | keine World Series wegen Spielerstreiks | keine World Series wegen Spielerstreiks |
| 1995  | Tom Glavine #                                                              | Atlanta Braves                          | Pitcher                                 |
| 1996* | Cecil Fielder                                                              | New York Yankees                        | Designated Hitter                       |
| 1997* | Moisés Alou                                                                | Florida Marlins                         | Outfielder                              |
| 1998  | Scott Brosius                                                              | New York Yankees                        | Third Baseman                           |
| 1999  | Mariano Rivera #                                                           | New York Yankees                        | Pitcher                                 |
| 2000  | Derek Jeter #                                                              | New York Yankees                        | Shortstop                               |
| 2001^ | Randy Johnson #                                                            | Arizona Diamondbacks                    | Pitcher                                 |
| 2001^ | Curt Schilling                                                             | Arizona Diamondbacks                    | Pitcher                                 |
| 2002  | Troy Glaus                                                                 | Anaheim Angels                          | Third Baseman                           |
| 2003  | Josh Beckett                                                               | Florida Marlins                         | Pitcher                                 |
| 2004* | Keith Foulke                                                               | Boston Red Sox                          | Pitcher                                 |
| 2005  | Jermaine Dye                                                               | Chicago White Sox                       | Outfielder                              |
| 2006  | David Eckstein                                                             | St. Louis Cardinals                     | Shortstop                               |
|       | Seit 2007 wird der Babe Ruth Award für die komplette Post-Season vergeben. |                                         |                                         |
| 2007* | Jonathan Papelbon                                                          | Boston Red Sox                          | Pitcher                                 |
| 2008  | Cole Hamels                                                                | Philadelphia Phillies                   | Pitcher                                 |
| 2009* | Alex Rodriguez                                                             | New York Yankees                        | Third Baseman                           |
| 2010* | Tim Lincecum                                                               | San Francisco Giants                    | Pitcher                                 |
| 2011  | David Freese                                                               | St. Louis Cardinals                     | Third Baseman                           |
| 2012  | Pablo Sandoval !                                                           | San Francisco Giants                    | Third Baseman                           |
| 2013  | David Ortiz #                                                              | Boston Red Sox                          | First Baseman / DH                      |
| 2014  | Madison Bumgarner !                                                        | San Francisco Giants                    | Pitcher                                 |
| 2015* | Wade Davis                                                                 | Kansas City Royals                      | Pitcher                                 |
| 2016* | Jon Lester !                                                               | Chicago Cubs                            | Pitcher                                 |
| 2017^ | José Altuve !                                                              | Houston Astros                          | Second Baseman                          |
| 2017^ | Justin Verlander !                                                         | Houston Astros                          | Pitcher                                 |
| 2018* | David Price !                                                              | Boston Red Sox                          | Pitcher                                 |
| 2019^ | Juan Soto !                                                                | Washington Nationals                    | Outfielder                              |
| 2019^ | Stephen Strasburg !                                                        | Washington Nationals                    | Pitcher                                 |
| 2020* | Randy Arozarena !                                                          | Tampa Bay Rays §                        | Outfielder                              |
| 2021* | Freddie Freeman !                                                          | Atlanta Braves                          | First Baseman                           |
| 2022* | Jeremy Peña !                                                              | Houston Astros                          | Shortstop                               |
| 2023* | Adolis García !                                                            | Texas Rangers                           | Outfielder                              |
| 2024* | Mookie Betts !                                                             | Los Angeles Dodgers                     | Outfielder                              |